# ケプラー1972
ケプラー1972とは、周囲に少なくとも2つの太陽系外惑星が公転していることが知られている恒星である。太陽質量の1.12倍、太陽半径の1.384倍を持つ。
| 太陽 | ケプラー1972 |
| ---- | ------------ |
| 太陽 | Exoplanet    |

## 惑星系
| 名称 （恒星に近い順） | 質量               | 軌道長半径 （天文単位） | 公転周期 (日)    | 軌道離心率         | 軌道傾斜角        | 半径                  |
| --------------------- | ------------------ | ----------------------- | ---------------- | ------------------ | ----------------- | --------------------- |
| .03 (候補)            | —                  | —                       | 4.020184±3.5e−05 | —                  | 87.25+1.31 −0.97° | 0.551±0.034 R⊕        |
| b                     | 2.02+0.56 −0.62 M⊕ | —                       | 7.54425±5.4e−04  | 0.067+0.071 −0.040 | 87.62+0.73 −0.49° | 0.802+0.042 −0.041 R⊕ |
| c                     | 2.11+0.59 −0.65 M⊕ | —                       | 11.3295±0.0011   | 0.043+0.046 −0.028 | 87.13+0.17 −0.19° | 0.868+0.051 −0.050 R⊕ |

この恒星は、最初にケプラー宇宙望遠鏡によるトランジット法を用いた観測によって周囲に惑星候補が存在する可能性が示され、Kepler object of interestによる指定「KOI-3184」が与えられ、惑星候補はそれぞれ「KOI-3184.01」「KOI-3184.02」「KOI-3184.03」と指定された。それぞれの公転周期は約7.54日、11.32日、4.02日であったが、後にKOI-3184.02については誤検出（惑星に起因するトランジットではない）であると判断された。しかし、フォローアップ観測によってKOI-3184.02は誤検出ではなく、真の惑星であるとして回復し、KOI-3184.01とともに2022年1月27日に惑星の確認を示す論文がarXivに投稿された。
KOI-3184.01はケプラー1972b、KOI-3184.02はケプラー1972cとしてそれぞれ指定され、惑星の存在が確認された。どちらも地球型惑星で同じような質量や半径を持っており、3:2の軌道共鳴の関係にある。なお、KOI-3184.03の存在はまだ確認されておらず、候補状態である。